# Obszar ochrony ścisłej Gardnieńskie Lęgi
Gardnieńskie Lęgi – obszar ochrony ścisłej o powierzchni 382,35 ha, znajdujący się na obszarze Słowińskiego Parku Narodowego nad wschodnim brzegiem jeziora Gardno. Ochronie podlegają miejsca lęgowe i żerowiska batalionów, biegusów, brodźców, kaczek, mew i rybitw. Przez obszar ten przebiega ścieżka ornitologiczno-ekologiczna „Gardnieńskie Lęgi”. Najbliższe miejscowości to Gardna Wielka i Smołdzino.